# Bracadale
Bracadale är en by på Loch Beag, på ön Isle of Skye i Highland, Skottland. Byn är belägen 15 km från Portree. Orten hade 922 invånare år 1881. Den har 19 byggnader.